# Alice's Orphan
Pour les articles homonymes, voir Orphan.
Série Alice Comedies
Alice's Mysterious Mystery
(1926) Alice Charms the Fish
(1926)
Pour plus de détails, voir Fiche technique et Distribution.
Alice's Orphan ou Alice's Ornery Orphan est un court métrage d'animation américain muet de la série Alice Comedies sorti en 1926.

## Synopsis
Julius fait du patin sur un étang gelé. Une jeune chatte passe à travers la fin épaisseur de glace. Julius la sauve mais réalisant qu'elle n'est pas assez jolie, il la laisse retomber. Ensuite il découvre un chaton abandonné dans un panier au bord de l'étang. Il le recueille et l'emmène chez Alice. Après l'avoir nommé Oscar, il tente de lui faire prendre un bain, le nourrit et se lance dans son éducation en lui apprenant les bonnes manières de se tenir à table.

## Fiche technique
- Titre original : Alice's Orphan ; Alice's Ornery Orphan (titre alternatif)
- Série : Alice Comedies
- Réalisation : Walt Disney
- Animation : Ub Iwerks, Rollin Hamilton, Thurston Harper, Hugh Harman, Rudolf Ising
- Encrage et peinture : Lillian Bounds, Irene Hamilton, Hazelle Linston, Walker Harman
- Photographie : Rudolf Ising
- Production : Margaret J. Winkler
- Société de production : Disney Brothers Studios
- Société de distribution : Margaret J. Winkler (1926) ; Syndicate Pictures (1930, version sonorisée)
- Pays :  États-Unis
- Format d'image : noir et blanc - 35 mm - 1,37:1 - muet
- Genre : animation et prises de vues réelles
- Durée : 6 min 45[1]
- Dates de sortie : 
  - Version muette : janvier-février 1926[2]
  - Version sonorisée : 15 février 1930

Source : Walt in Wonderland

## Distribution
- Margie Gay : Alice

## Commentaires
Produit de novembre au 14 décembre 1925, le film a été livré le 19 décembre 1925 et présenté en avant-première le 22 décembre 1925 au Bard's Glendale Theater de Los Angeles.
Le film a été produit sous le titre Alice's Ornery Orphan mais sorti sous le titre Alice's Orphan. Il comporte assez peu d'images d'Alice.